# Плетизмография
Плетизмография — запись колебаний объёма различных органов в зависимости от целого ряда самых разнообразных условий. Для плетизмографических измерений используются специальные приборы — плетизмографы.
Чаще всего под плетизмографией понимается ряд методов регистрации изменений некоторой физической характеристики органов и тканей в зависимости от динамики их кровенаполнения. Например, реоплетизмография, которая в качестве физической характеристики использует электрический импеданс тканей, измеряемый в единицах электрического сопротивления Ом. Другой пример — фотоплетизмография, при которой в качестве измеряемой характеристики используется коэффициент светопропускания или светоотражения (оптическая плотность тканей). Плетизмография позволяет отслеживать важные гемодинамические показатели организма (частоту сердечных сокращений, объёмную скорость кровотока, ударный выброс и др.), не нарушая его целостности, а в случае фотоплетизмографии, — даже без необходимости организации непосредственного контакта с телом пациента.